# Lladurs
Lladurs – gmina w Hiszpanii, w prowincji Lleida, w Katalonii, o powierzchni 129,3 km². W 2011 roku gmina liczyła 180 mieszkańców.